# Chrysopras

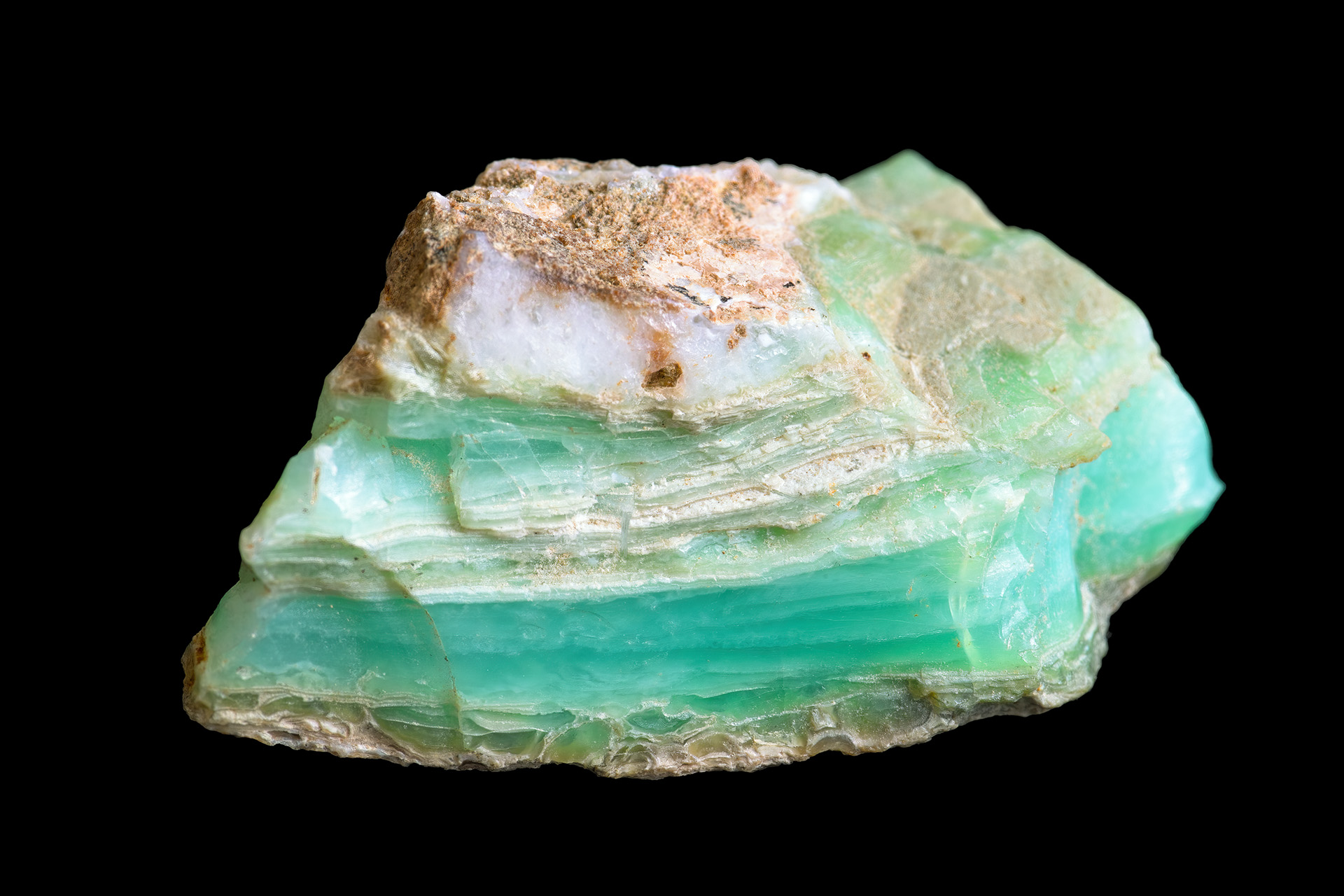
Chrysopras-Rohstein, durch die Beimengung von Kerolith intensiv grün gefärbt

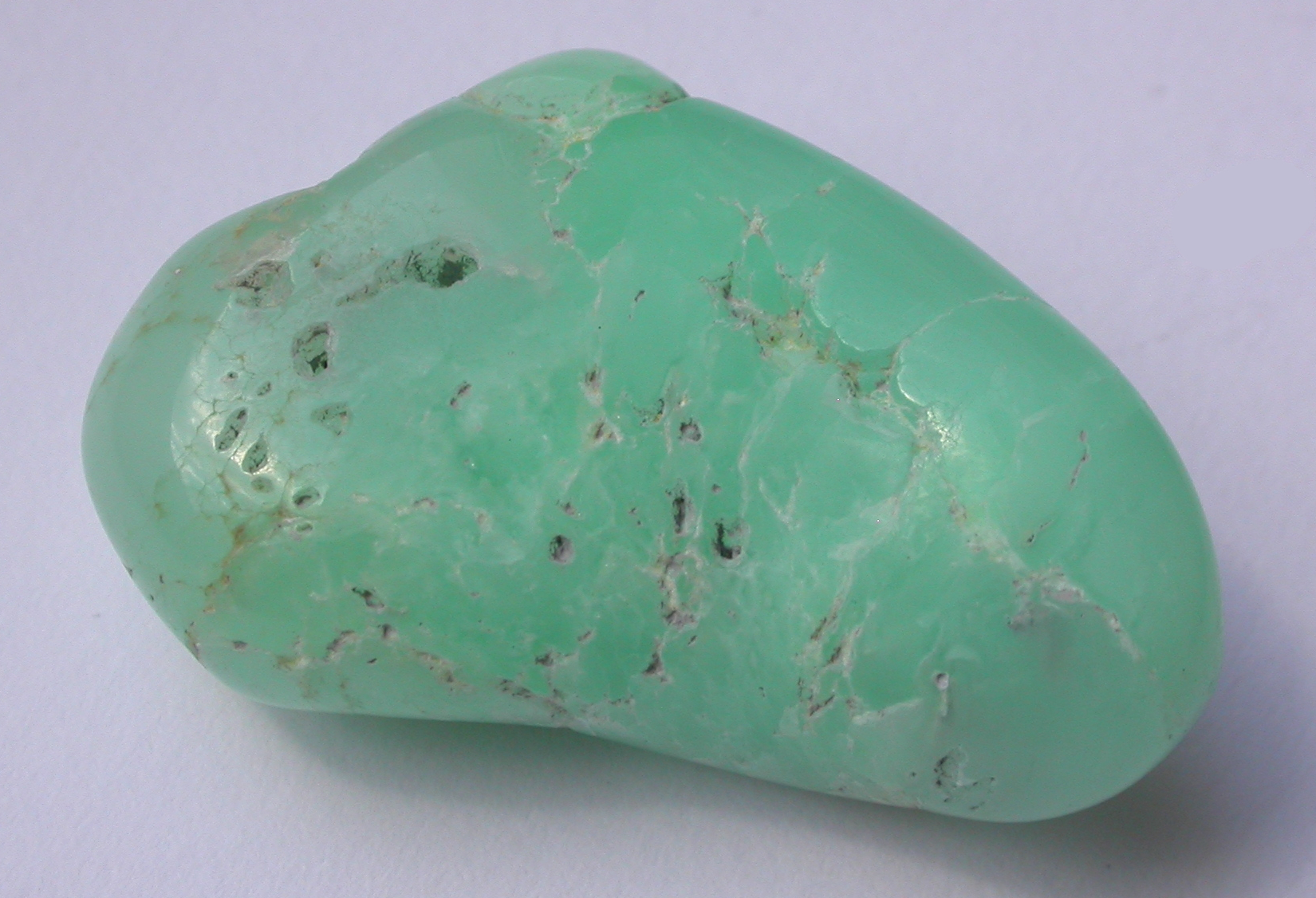
Chrysopras als Trommelstein

Chrysopras (aus dem Griechischen: χρυσός chrysos = „Gold“ und πράσον prason = „Lauch“) ist eine Varietät der mikrokristallinen Quarz-Varietät Chalcedon und hat daher dieselben chemischen, physikalischen und optischen Eigenschaften wie dieser. Zu finden ist Chrysopras unter anderem in den Serpentinit-Gängen in der Nähe von Szklary in Polen.
Aufgrund von Beimengungen des nickelhaltigen Talkes Kerolith hat Chrysopras eine apfelgrüne bis smaragdgrüne Farbe, die jedoch unter Einfluss von Wärme und Sonnenlicht mit der Zeit verblassen kann. Dieses Altern kann durch feuchte Lagerung aufgehalten oder auch rückgängig gemacht werden.
Chrysopras ist ein beliebter, aber empfindlicher Schmuckstein, der oft mithilfe von grün gefärbtem Achat imitiert wird, was laut CIBJO-Bestimmung jedoch angegeben werden muss.